# 전곡역
전곡역(全谷驛, Jeongok station)은 경기도 연천군 전곡읍 전곡리에 위치한 수도권 전철 1호선의 전철역이다.
2011년 7월 28일부터 집중호우로 인한 선로 유실로 인해 영업이 전면 중단되어 왔으나 2012년 3월 21일 경원선 통근열차 운행 재개와 함께 1일 11회 정차하다가 2012년 7월 1일 개정으로 1일 17회로 증편되었다. 2023년 12월 16일에는 수도권 전철 1호선 동두천 ~ 연천 연장 구간이 개통되면서 전철역이 되었다.

## 연혁
- 1912년 7월 25일: 영업 개시
- 1945년 9월: 남북 분단으로 조선민주주의인민공화국 측의 경원선 최남단 역이 됨
- 1958년 10월 16일: 현 역사 완공
- 2011년 7월 28일: 집중호우로 인한 선로 유실로 영업 일시 중단
- 2012년 3월 21일: 초성철교 완공으로 통근열차 운행 재개와 동시에 편도 기준 1일 6편 감편
- 2012년 7월 1일: 통근열차 운행 편수 증편
- 2014년 10월 31일: 수도권 전철 1호선 복선전철 착공
- 2015년 5월 29일: 화물 취급 중지[1]
- 2018년 8월 29일: 전곡 ~ 연천 구간 사이 차탄천 철교가 폭우로 침수되어, 당 역까지만 운행
- 2018년 9월 7일: 전곡 ~ 연천 구간 사이 운행 재개
- 2019년 4월 1일: 경원선 동두천 ~ 연천 전철화 공사로 인한 운행 일시 중단. 일 32회 대체버스 운행.
- 2023년 12월 16일: 수도권 전철 1호선 단선전철 개통

## 역 구조

### 승강장
승강장에 스크린도어가 설치되어있다.
| ↑연천       |
| \| 상 하 \| |
| 청산 ↓      |

| 상행 | ● 수도권 전철 1호선 | 연천 방면                                   |
| 하행 | ● 수도권 전철 1호선 | 광운대 · 청량리 · 서울역 · 구로 · 인천 방면 |

## 역 주변
- 전곡리 유적 (구석기 시대 유적지)
- 전곡우체국
- 전곡농협(중앙지점)
- 파주연천축협(전곡지점)
- 전곡파출소
- 전곡읍행정복지센터
- 농협은행 연천군지부

## 인접한 역
| 경원선          | 경원선                               | 경원선               |
| --------------- | ------------------------------------ | -------------------- |
| 100-3 연천 방면 | ● 수도권 전철 1호선 경원-경인선 완행 | 100-1 청산 인천 방면 |

## 이용객 변동
2023년 자료는 개통일인 2023년 12월 16일부터 12월 31일까지 16일간의 집계를 반영한 것이다.
| 노선   | 노선 | 일평균 인원수 (명/일) | 일평균 인원수 (명/일) | 각주  |
| 노선   | 노선 | 2022년                | 2023년                | 각주  |
| ------ | ---- | --------------------- | --------------------- | ----- |
| 경원선 | 승차 | 미개통                | 1,305                 | [ 3 ] |
| 경원선 | 하차 | 미개통                | 1,208                 | [ 3 ] |

## 사진

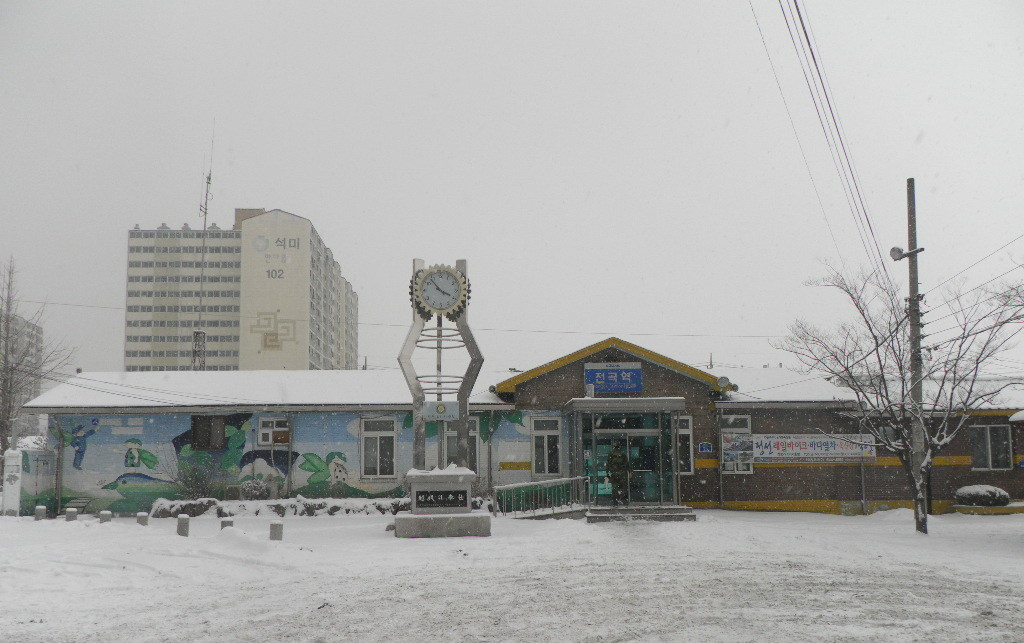
구 역사 (현재 철거)
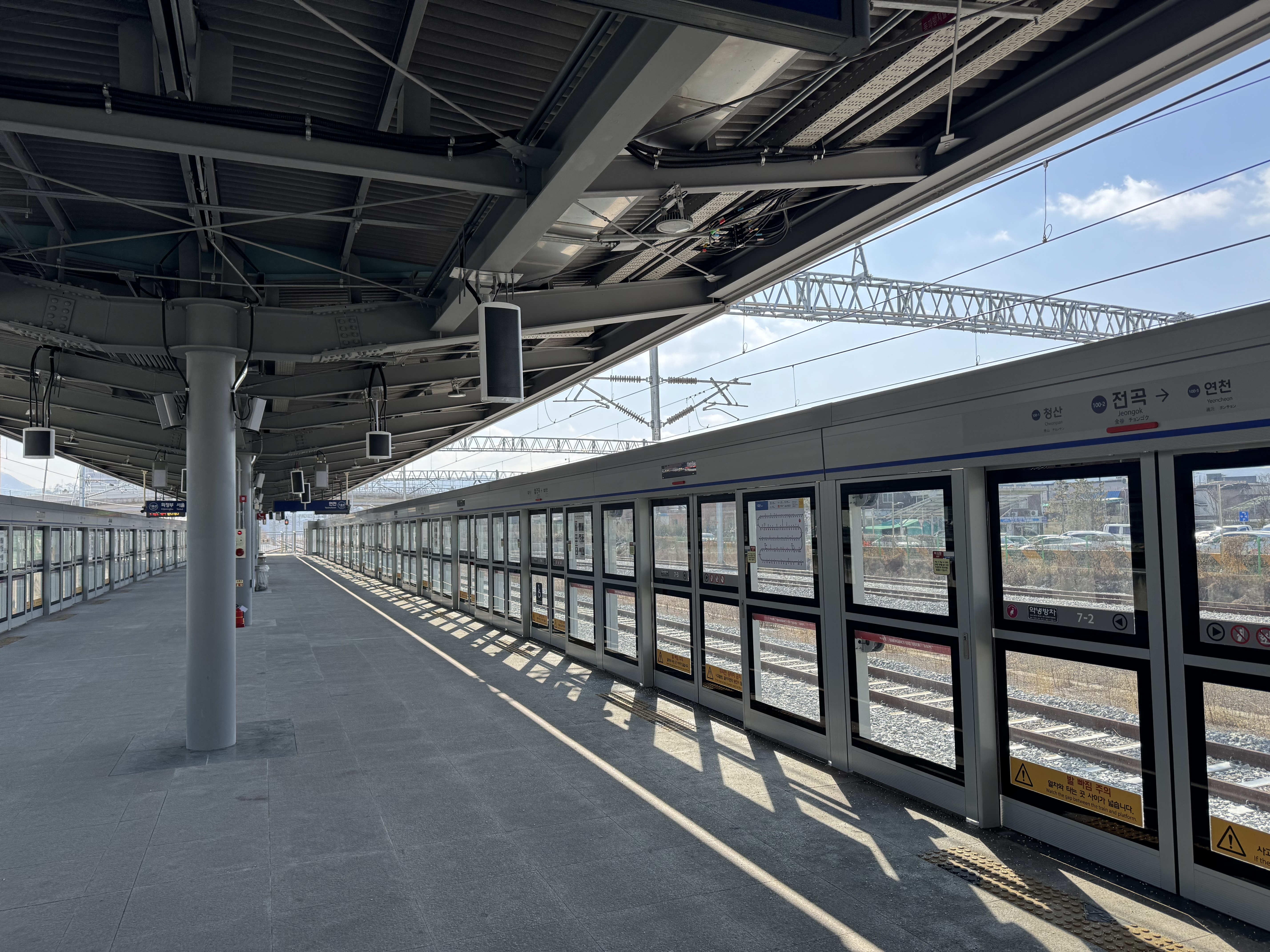
승강장
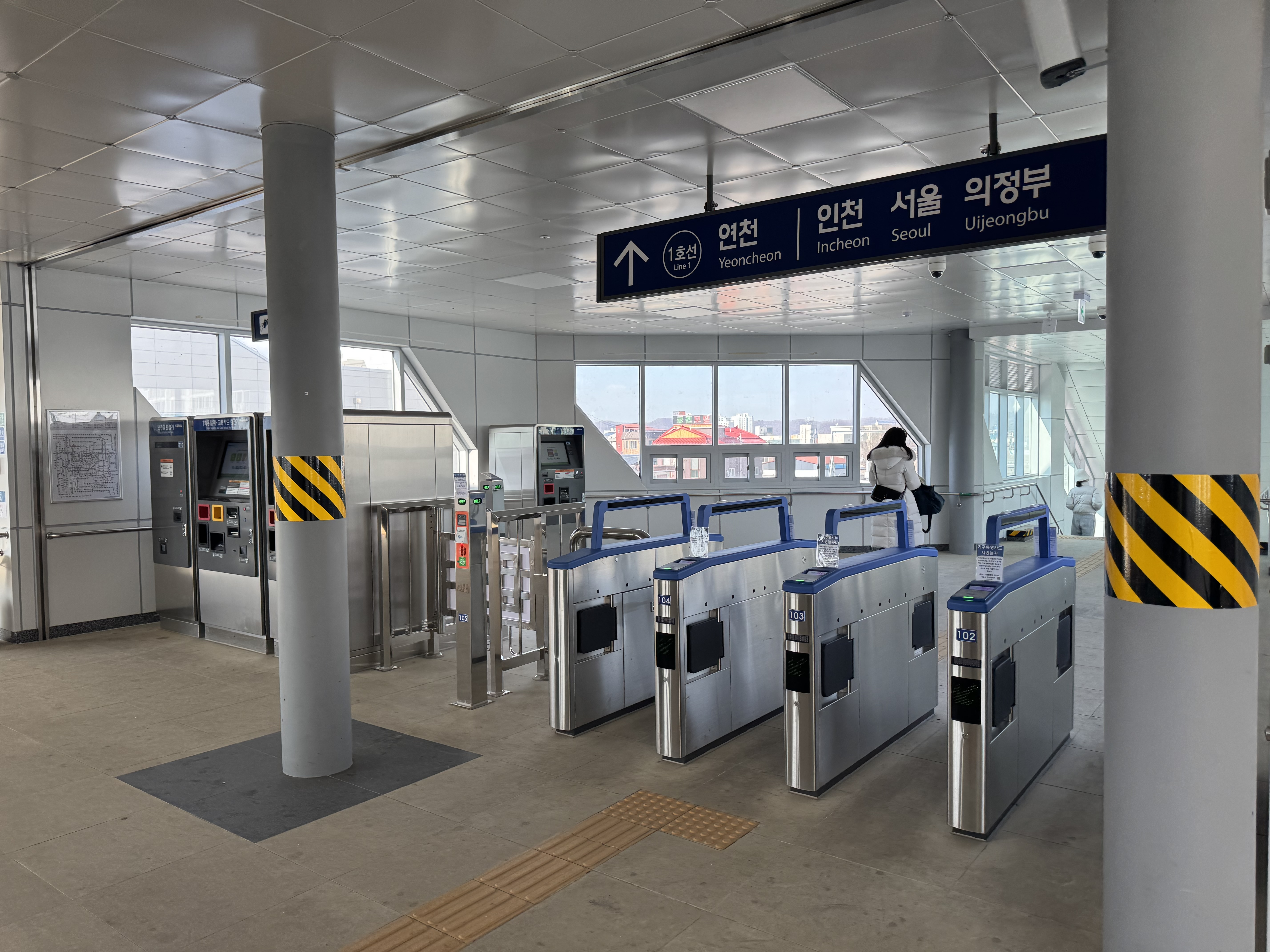
개찰구
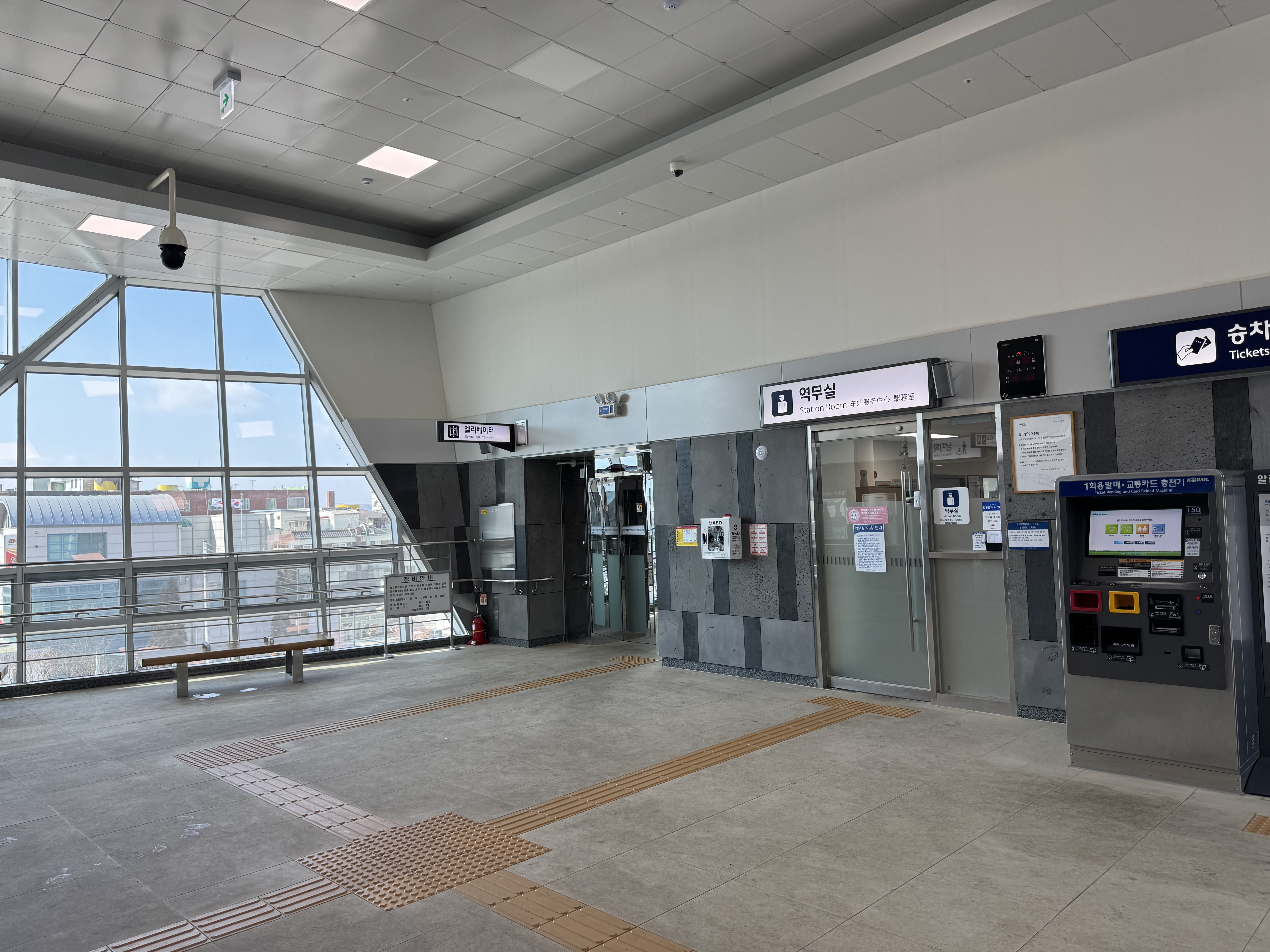
대합실
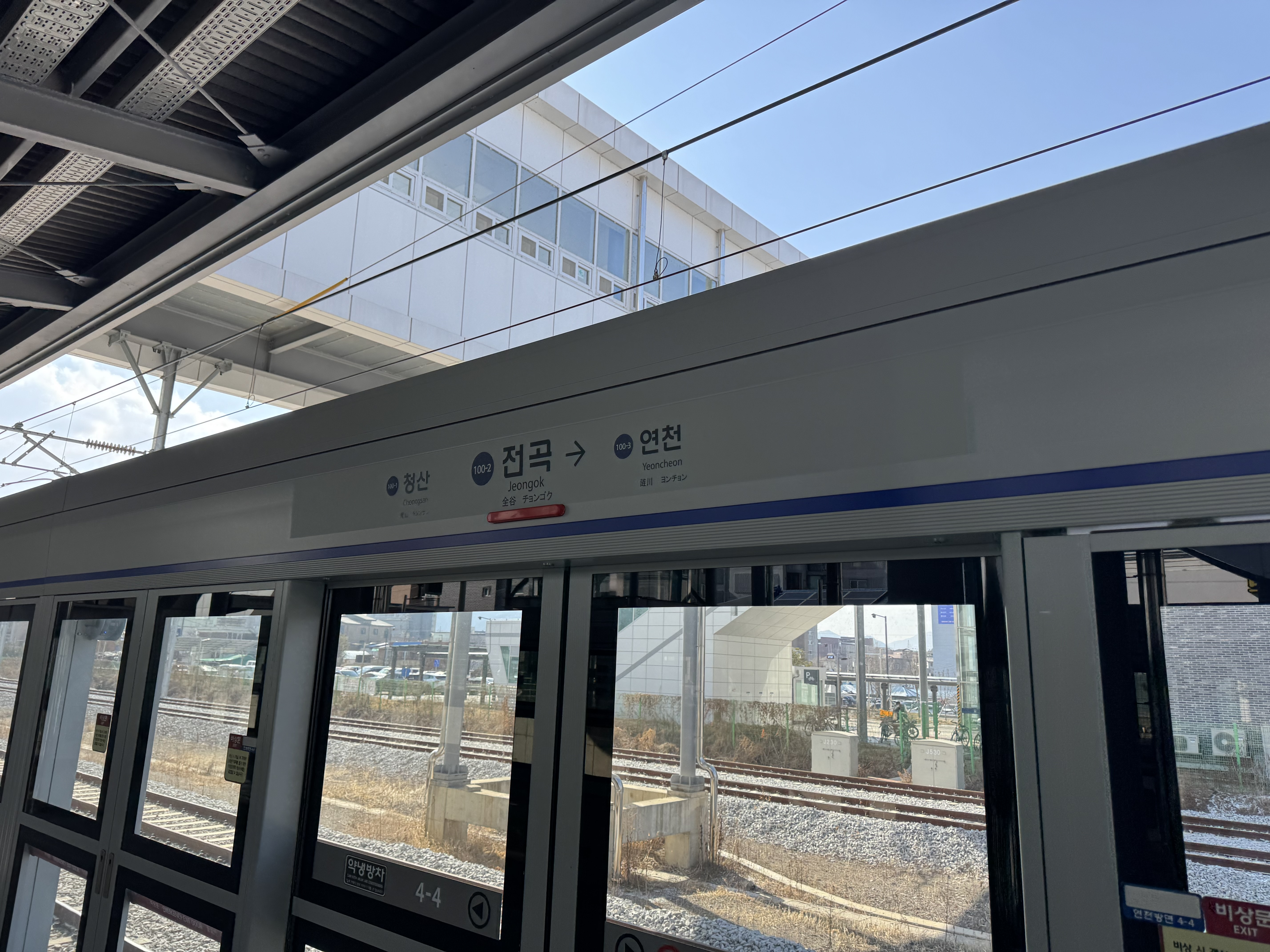
스크린도어 역명
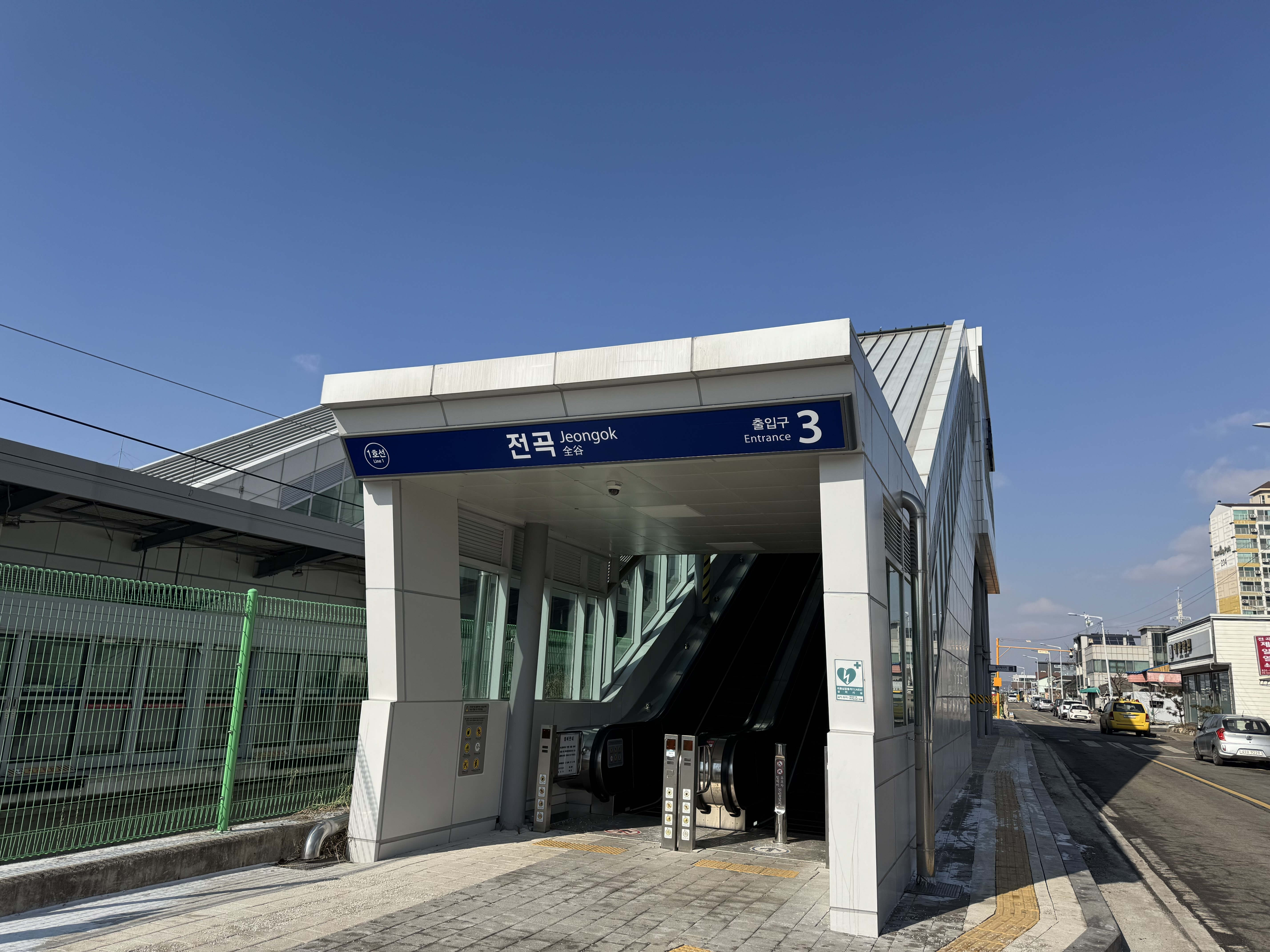
3번 출구